# Australian Open 1984
L'Australian Open 1984 è stata la 73ª edizione dell'Australian Open e ultima prova stagionale dello Slam per il 1984. Si è disputato dal 26 novembre al 9 dicembre 1984 sui campi in erba del Kooyong Stadium di Melbourne in Australia. Il doppio misto non si è disputato.

## Risultati

### Singolare maschile
Mats Wilander ha battuto in finale  Kevin Curren con il punteggio di 6(5)–7, 6–4, 7–6(3), 6–2

### Singolare femminile
Chris Evert ha battuto in finale  Helena Suková con il punteggio di 6(4)–7, 6–1, 6–3

### Doppio maschile
Mark Edmondson /  Sherwood Stewart hanno battuto in finale  Joakim Nyström /  Mats Wilander con il punteggio di 6–2, 6–2, 7–5

### Doppio femminile
Martina Navrátilová /  Pam Shriver hanno battuto in finale  Claudia Kohde Kilsch /  Helena Suková con il punteggio di 6–3, 6–4

### Doppio misto
Il doppio misto non è stato disputato tra il 1970 e il 1985.

## Junior

### Singolare ragazzi
Mark Kratzmann ha battuto in finale  Patrick Flynn con il punteggio di 6–4, 6–1

### Singolare ragazze
Annabel Croft ha battuto in finale  Helena Dahlstrom con il punteggio di 6–0, 6–1

### Doppio ragazzi
Mike Baroch /  Mark Kratzmann hanno battuto in finale  Brett Custer /  David Macpherson con il punteggio di 6–2, 5–7, 7–5

### Doppio ragazze
Louise Field /  Larisa Neiland hanno battuto in finale  Jackie Masters /  Michelle Parun con il punteggio di 7–6, 6–2